# Mémoires de prison (film)
Pour plus de détails, voir Fiche technique et Distribution.
Mémoires de prison (titre original : Memórias de cárcere) est un film brésilien réalisé par Nelson Pereira dos Santos, sorti en 1984. Le film est une adaptation du roman éponyme de Graciliano Ramos, paru en 1953.
En novembre 2015, le film est inclus dans la liste établie par l'Association brésilienne des critiques de cinéma (Abraccine) des 100 meilleurs films brésiliens de tous les temps.

## Synopsis
Brésil. Mars 1936, durant le Gouvernement constitutionnel de Getúlio Vargas. Au lendemain du soulèvement militaire des officiers de gauche, et en vertu de la loi 38 de Sécurité nationale, l'intellectuel communiste Graciliano Ramos, directeur de l'enseignement public de l'État d'Alagoas (Nordeste) est arrêté chez lui. Las d'une activité professionnelle dépourvue d'intérêt et de la jalousie quasi obsessionnelle de son épouse, Ramos est surtout préoccupé de sauvegarder le manuscrit de son futur roman. À la caserne de Recife, il partage sa cellule avec un officier, opposant de l'Alliance Nationale Libératrice (ANL). Là, sa femme lui rend visite et les sentiments qu'il nourrit à son égard s'améliorent.
Transféré vers Rio de Janeiro, il subit un nouveau choc. Dans les cales d'un navire surchargé, il découvre, dans la promiscuité, ses compagnons d'incarcération. Désormais, l'écrivain aura pour objectif de restituer l'humanité de ces prisonniers, confinés dans un environnement moite et nauséabond. Puis, à la prison, il constate, à sa grande stupéfaction, que les voleurs n'ont de cesse de voler, les brutes de cogner et les détenus politiques de s'affronter selon leurs clivages idéologiques. 
Grâce à la pression de ses amis écrivains, Ramos pourra être libéré, mais, à la veille de son élargissement, il est, à nouveau, transféré arbitrairement au bagne d'Ilha Grande, une petite île proche de Rio de Janeiro. Ramos endure un troisième choc, plus terrible encore. Privé d'écriture, il devient un mort-vivant. Pourtant, un miracle se produit : sa réputation d'écrivain se répand. Des gardiens et des droits communs, désireux de figurer dans son roman, l'aident à surmonter ses souffrances. Toutes les violences dont il a été la victime ou le témoin seront contenues dans cette œuvre accusatrice. 
Lors de sa libération, Ramos sera fouillé en pure perte. Les feuilles capitales, écrites par le romancier, auront été dissimulées sous les loques de plusieurs détenus. Ramos pourra donc récupérer son manuscrit.

## Fiche technique
- Titre du film : Mémoires de prison
- Titre original : Memórias de cárcere
- Réalisation et scénario : Nelson Pereira dos Santos, d'après l'œuvre homonyme de Graciliano Ramos
- Photographie : José Medeiros, Antonio Luiz Soares - Couleur
- Son : Jorge Saldanha
- Musique : João do Vale, Noel Rosa
- Décors : Irenio Maia
- Costumes : Ligia Medeiros
- Montage : Carlos Alberto Camuyrano
- Production : Embrafilme, Luiz Carlos Barreto Produçoes Cinematográficas, Regina Filmes
- Pays d'origine :  Brésil
- Langue originale : Portugais
- Durée : 185 minutes
- Dates de sortie : mai 1984 au Festival de Cannes ; 18 juin 1984 au Brésil

## Distribution
- Carlos Vereza : Graciliano Ramos
- Glória Pires : Heloísa, son épouse
- José Dumont : Mario Pinto
- Joffre Soares : Soares
- Nildo Parente : Emanuel
- Wilson Grey : Gaúcho
- Fábio Barreto : Siqueira Campos

## Autour du film
- Au moment de la sortie du film en France, Nelson Pereira dos Santos déclarait : « Memórias de cárcere a nécessité deux ans d'enquêtes, sur les prisons, auprès de ceux qui avaient vécu la prison politique, auprès des survivants de cette époque. [...] J'ai travaillé longtemps avec l'acteur qui devait jouer le rôle de Graciliano Ramos, un travail de discussion, pour penser le personnage, fixer une conception d'ensemble, mais pas de détails. [...] Valvido Onofre, de son côté, avait travaillé avec les figurants pour les préparer, pour toutes les scènes qui se déroulent au pénitencier d'Ilha Grande. Le tournage a duré 16 semaines, la finition 8 semaines. C'était un vieux projet auquel je songeais depuis Vidas Secas en 1963. »[3]
- Dans l'adaptation cinématographique, Nelson Pereira dos Santos opère une modification sensible de l'œuvre de Graciliano Ramos. Il réduit à trois les quatre parties de l'original. La première heure du film correspond à la première partie du récit : Voyages. La deuxième heure englobe les seconde et quatrième parties du livre : Pavillon des prisonniers et Maison de correction qui ont pour cadre la prison de Rio de Janeiro. La troisième heure est consacrée au bagne d'Ilha Grande, lequel occupait, dans l'ouvrage, la troisième partie. Si cette restructuration du plan original schématise le propos de Graciliano Ramos, il le rend néanmoins dramatiquement plus efficace. La modification structurelle effectuée dans le film vise à renforcer la progression des souffrances imposées au prisonnier - grâce notamment à l'expressivité propre aux images - et sert une thématique chère au réalisateur : conférer au peuple brésilien sa grandeur et sa dignité. L'œuvre de Graciliano Ramos n'en ressort, pour autant, nullement altérée[4].